# Mednarodno letališče Košice
Mednarodno letališče Košice (slovaško Medzinárodné letisko Košice) (IATA: KSC, ICAO: LZKZ) je mednarodno letališče, ki služi mestu Košice, na Slovaškem. Je drugo največje mednarodno letališče na Slovaškem. Nahaja se 6 km južno od katedrale St. Elisabeth, na nadmorski višini 230 m in na površini 350 km². Služi tako za redne kot čarterske, domače in mednarodne lete. Kapaciteta letališča je trenutno 800.000 potnikov na leto.

## Zgodovina
Gradnja današnjega letališča se je začela leta 1950 v bližini predmestja Barca. Leta 1954 se je začela gradnja prvega dela novega potniškega terminala, hangarja in novega nadzornega stolpa. Leta 1955 so se začeli neposredni leti med mestom Košice in Prago. Leta 1962 so močnejši transformatorji izboljšali napajanje letališča. Za povečanje prometa je bil potreben večji potniški terminal, ki so zgradili do sredine 60. let. Ustanovitev akademije zračnih sil SNP leta 1973 je okrepila letalstvo v takratni republiki Češkoslovaški. Med letoma 1974 in 1977 je bila vzletno-pristajalna steza povečana za 1.100 m, napajalnik je bil obnovljen in nameščen je bil sistem razsvetljave, ki ustreza zahtevam CAT II ICAO. Vojaško letalstvo na letališču se je ustavilo leta 2004.
Januarja 2019 je Czech Airlines zaprla edino zračno pot med Bratislavo in Košico na Slovaškem.

## Terminali
Skupna površina terminala 1 je 4.456m², od tega je več kot 3.500m² zasnovana za javnost. Objekti vključujejo mednarodna in domača letalska vrata (gate), letalske in potovalne agencije, otroško sobo, mirno sobo in udoben poslovni bivalni prostor. Na voljo so tudi restavracije, kabine za najem avtomobilov in manjše trgovine.

## Letalske družbe in destinacije
Naslednje letalske družbe opravljajo linijske in redne prevoze iz in do letališča Košice:
| Letalske družbe     | Destinacije                                            |
| ------------------- | ------------------------------------------------------ |
| Austrian Airlines   | Dunaj                                                  |
| Cyprus Airways      | Redni leti: Krf (začne z 16. junijem 2020), Larnaka    |
| Czech Airlines      | Praga                                                  |
| Eurowings           | Düsseldorf                                             |
| LOT Polish Airlines | Varšava–Chopin                                         |
| Ryanair             | London–Stansted                                        |
| Smartwings          | Redni leti: Antalya, Burgas, Heraklion, Larnaka, Rodos |
| Wizz Air            | London–Luton                                           |

## Statistika
Pretok potnikov in letov od leta 2000:
| Leto | Št. potnikov | Sprememba | Tovor (tone) |
| ---- | ------------ | --------- | ------------ |
| 2000 | 125.844      |           | 277          |
| 2001 | 138.083      | +9,7%     | 500          |
| 2002 | 161.827      | +17,2%    | 257          |
| 2003 | 187.716      | +16,0%    | 322          |
| 2004 | 231.410      | +23,3%    | 368          |
| 2005 | 269.885      | +16,6%    | 448          |
| 2006 | 343.818      | +27,4%    | 323          |
| 2007 | 443.448      | +29,0%    | 264          |
| 2008 | 590.919      | +33,3%    | 457          |
| 2009 | 352.460      | −40,4%    | 446          |
| 2010 | 266.858      | −24,3%    |              |
| 2011 | 266.143      | −0,3%     |              |
| 2012 | 235.754      | −11,4%    |              |
| 2013 | 237.165      | +0,6%     |              |
| 2014 | 356.750      | +50,4%    |              |
| 2015 | 410.400      | +15,0%    |              |
| 2016 | 436.696      | +6,4%     | 88           |
| 2017 | 496.708      | +13,7%    | 106          |
| 2018 | 542.026      | +9,1%     | 65           |
| 2019 | 558.064      | +3,0%     | 38           |

| Mesto      | Letališča                    | Št. tedenskih poletov (2019) | Letalske družbe     |
| ---------- | ---------------------------- | ---------------------------- | ------------------- |
| Dunaj      | Mednarodno letališče Dunaj   | 12                           | Austrian Airlines   |
| Praga      | Letališče Václav Havel Praga | 10                           | Czech Airlines      |
| Varšava    | Letališče Chopin Varšava     | 9                            | LOT Polish Airlines |
| London     | Letališče London Luton       | 5                            | Wizz Air UK         |
| Düsseldorf | Letališče Düsseldorf         | 4                            | Eurowings           |

| Destinacije | Št. potnikov | Letalske družbe                                |
| ----------- | ------------ | ---------------------------------------------- |
| Antalya     | 44.990       | Travel Service Slovakia                        |
| Burgas      | 28,440       | Bulgarian Air Charter, Travel Service Slovakia |
| Hurghada    | 15,508       | Nesma Airlines, Travel Service Slovakia        |